# Кошкарата (Келесский район)
Кошкарата (каз. Қошқарата, до 2002 г. — Коммуна) — село в Келесском районе Туркестанской области Казахстана. Входит в состав Кошкаратинского сельского округа. Код КАТО — 515471600.

## Население
В 1999 году население села составляло 2320 человек (1140 мужчин и 1180 женщин). По данным переписи 2009 года, в селе проживало 3110 человек (1556 мужчин и 1554 женщины).